# برايان كريبز
برايان كريبز (بالإنجليزية: Brian Krebs)‏ هو صحفي وباحث أمريكي، ولد في 1972 في ألاباما في الولايات المتحدة.

## وصلات خارجية
- الموقع الرسمي